# 电子客票 (中国铁路)
电子客票是中國鐵路總公司推出的一種乘坐火車憑證，乘客在12306網站或app上支付車票費用後，只需通過中華人民共和國二代身份证或动态二维码就能進站乘車，后陆续推广至众多实名证件（如护照、回乡证、台胞证等）均可购票乘车。目前，在中国大陆境内乘坐火车已基本完全电子客票化。

## 历史
電子客票最早於2018年11月在海南环岛高速铁路试点。從2020年4月29日開始，中國大陸高铁和城际铁路全面使用电子客票。6月20日起，中華人民共和國普速铁路開始推廣實施电子客票。

## 报销凭证
在实行电子客票后，原有的纸质车票演化为了仅具报销功能的报销凭证。为适应电子客票的发展，国铁集团也于2024年11月推出了电子发票供乘车人报销使用。目前纸质报销凭证与电子发票处于并行过渡期，预计将于2025年9月30日取消纸质报销凭证。

## 仍需纸质车票的情况
目前，在中国大陆境内搭乘火车，大部分情况下，使用有效购票证件购买电子客票后，持购票证件即可乘车。
- 少数情况下仍需提前购票后凭车票及有效证件才可搭乘，如：

- 国际联运列车

- 同时还有少数非实名制线路，可购票后直接搭乘，如：

- 北京S2线列车
- 上海金山城际列车

上述两线还可以凭当地交通卡或乘车码搭乘。